# مورگا (بلغارستان)
مورگا (به بلغاری: Murga) یک منطقهٔ مسکونی در بلغارستان است که در شهرستان چرنوچن واقع شده‌است.
 مورگا ۱۶٫۱۹۴ کیلومتر مربع مساحت و ۵۳ نفر جمعیت دارد.